# توکورچ
توکورچ (به مجاری:  Tokorcs) یک شهرداری در مجارستان است که در واش واقع شده‌است. توکورچ ۶٫۴ کیلومتر مربع مساحت و ۲۹۴ نفر جمعیت دارد.